# Denis Huseinbašić
Denis Huseinbašić (* 3. července 2001) je bosenský profesionální fotbalista, který hraje na pozici záložníka za německý klub 1. FC Köln. Narodil se v Německu, ale hraje za národní tým Bosny a Hercegoviny.

## Klubová kariéra

### Počátky kariéry
Huseinbašić začal hrát fotbal v klubu FSV Erbach ve svém rodném městě, než v roce 2011 přešel do mládežnického systému SV Darmstadt. O dva roky později se přesunul do mládežnické akademie Eintrachtu Frankfurt. V roce 2018 přešel do mládežnického týmu Kickers Offenbach.
Dne 14. května 2022 zaznamenal svůj první kariérní hattrick při triumfu nad FSV Frankfurt.

### 1. FC Köln
V červnu 2022 podepsal Huseinbašić tříletou smlouvu s 1. FC Köln. Svůj profesionální debut si odbyl 3. září proti VfL Wolfsburg ve věku 21 let. Dne 9. října vstřelil svůj první profesionální gól proti Borussii Mönchengladbach.
V květnu 2024 podepsal s týmem novou dlouholetou smlouvu.
Huseinbašić byl důležitým článkem při zisku titulu v 2. Bundeslize, jeho první trofeje s klubem, která byla zajištěna 18. května 2025 a vydobyla jim postup do Bundesligy jen jednu sezónu po sestupu.

## Reprezentační kariéra
I přes to, že reprezentoval Německo na úrovni do 21 let, se Huseinbašić rozhodl hrát za Bosnu a Hercegovinu na seniorské úrovni.
V únoru 2024 byla jeho žádost o změnu sportovního občanství z německého na bosenské schválena FIFA. Následně, v březnu 2024, obdržel své první povolání do seniorského národního týmu, na kvalifikační play-off na Mistrovství Evropy ve fotbale 2024 proti Ukrajině, ale musel čekat až do 3. června, aby debutoval v přátelském zápase proti Anglii.

## Statistiky

### Klubové
Platí k zápasu hranému 18. května 2025.
| Klub              | Sezóna            | Liga                 | Liga   | Liga | Národní pohár | Národní pohár | Kontinentální | Kontinentální | Celkově | Celkově |
| Klub              | Sezóna            | Soutěž               | Zápasy | Góly | Zápasy        | Góly          | Zápasy        | Góly          | Zápasy  | Góly    |
| ----------------- | ----------------- | -------------------- | ------ | ---- | ------------- | ------------- | ------------- | ------------- | ------- | ------- |
| Kickers Offenbach | 2020/21           | Regionalliga Südwest | 25     | 5    | –             | –             | –             | –             | 25      | 5       |
| Kickers Offenbach | 2021/22           | Regionalliga Südwest | 33     | 4    | –             | –             | –             | –             | 33      | 4       |
| Kickers Offenbach | Celkově           | Celkově              | 58     | 9    | –             | –             | –             | –             | 58      | 9       |
| 1. FC Köln        | 2022/23           | Bundesliga           | 24     | 4    | 0             | 0             | 5             | 1             | 29      | 5       |
| 1. FC Köln        | 2023/24           | Bundesliga           | 26     | 0    | 2             | 0             | –             | –             | 28      | 0       |
| 1. FC Köln        | 2024/25           | 2. Bundesliga        | 31     | 3    | 4             | 0             | –             | –             | 35      | 3       |
| 1. FC Köln        | 2025/26           | Bundesliga           | 0      | 0    | 0             | 0             | –             | –             | 0       | 0       |
| 1. FC Köln        | Celkově           | Celkově              | 81     | 7    | 6             | 0             | 5             | 1             | 92      | 8       |
| Celkově v kariéře | Celkově v kariéře | Celkově v kariéře    | 139    | 16   | 6             | 0             | 5             | 1             | 150     | 17      |

### Reprezentační
Platí k zápasu hranému 16. listopadu 2024.
| Národní tým         | Rok     | Zápasy | Góly |
| ------------------- | ------- | ------ | ---- |
| Bosna a Hercegovina | 2024    | 7      | 0    |
| Celkově             | Celkově | 7      | 0    |

## Úspěchy
1. FC Köln
- 2. Bundesliga: 2024/25